# Tiligul-Tiras Tyraspol
Tiligul-Tiras Tyraspol (rum. Clubul Sportive Tiligul-Tiras Tiraspol) – mołdawski klub piłkarski, mający siedzibę w mieście Tyraspol na wschodzie kraju. Założony w 1938, a zlikwidowany 6 czerwca 2009. W okresie swej działalności był najstarszym klubem piłki nożnej w Mołdawii i Naddniestrzu.

## Historia
Chronologia nazw:
- 1938: Spartac Tyraspol (ros. «Спартак» Тирасполь)
- 1961: Pișcevic Tyraspol (ros. «Пищевик» Тирасполь)
- 1963: Luceafărul Tyraspol (ros. «Лучафэрул» Тирасполь)
- 1966: Energhia Tyraspol (ros. «Энергия» Тирасполь)
- 1968: Nistru Tyraspol (ros. «Днестр» Тирасполь)
- 1971: Energhia Tyraspol (ros. «Энергия» Тирасполь)
- 1972: Avtomobilist Tyraspol (ros. «Автомобилист» Тирасполь)
- 1978: Start Tyraspol (ros. «Старт» Тирасполь)
- 1979: Avtomobilist Tyraspol (ros. «Автомобилист» Тирасполь)
- 1986: Textilșcic Tyraspol (ros. «Текстильщик» Тирасполь)
- 1990: Tiras Tyraspol (ros. «Тирас» Тирасполь)
- 1991: Tiligul Tyraspol (ros. «Тилигул» Тирасполь)
- 2004: Tiligul-Tiras Tyraspol
- 6.06.2009: klub rozwiązano

Klub piłkarski Spartac Tyraspol został założony w miejscowości Tyraspol w roku 1938. Był pierwszą tego typu organizacją w Mołdawii i Naddniestrzu. W 1938 zespół startował w rozgrywkach Pucharu ZSRR i Pucharu Ukraińskiej SRR. W 1946 wystartował w rozgrywkach mistrzostw Mołdawskiej SRR, gdzie zajął trzecie miejsce w pierwszej podgrupie. W 1949 klub był drugim, a w 1956 zdobył swój pierwszy tytuł mistrzowski, w 1957 dotarł do finału Pucharu Mołdawskiej SRR.
W 1961 klub zmienił nazwę na Pișcevic Tyraspol i otrzymał prawo występu w Klasie B mistrzostw ZSRR, gdzie zajął 11.miejsce wśród 16 zespołów w 1 grupie republik radzieckich. Następny sezon zakończył na przedostatniej 16.pozycji. W 1963 po kolejnej reorganizacji systemu lig ZSRR klub z nazwą Luceafărul Tyraspol został oddelegowany do klasy niżej zwanej Klasą B. W kolejnych sezonach został sklasyfikowany na pozycjach: 8 (1963 grupa republik radzieckich), 13 (1964 – 2 grupa ukraińska), 41 (1965 – grupa ukraińska). Po takich słabych wynikach sportowych klub w 1966 nie otrzymał prawa występów w zawodowych rozgrywkach o mistrzostwo ZSRR i został rozwiązany.
W 1965 w Tyraspolu również istniały dwa inne kluby Energhia Tyraspol i Temp Tyraspol, które zdobyły odpowiednio mistrzostwo i wicemistrzostwo Mołdawskiej SRR. Właśnie Energhia została wybrana na następcę wiodącego klubu miasta. W 1966 klub zajął trzecie miejsce w mistrzostwach Mołdawskiej SRR. W 1967 Energhia ponownie otrzymała prawo gry w Klasie B mistrzostwach ZSRR, gdzie zajęła 15.lokatę w 1 grupie ukraińskiej. W 1968 klub zmienił nazwę na Nistru Tyraspol i zajął 13.miejsce w 1 grupie ukraińskiej. W 1969 był szóstym w grupie. W 1970 po kolejnej reorganizacji systemu lig ZSRR klub nie otrzymał promocji do grona najlepszych i został zdegradowany do rozgrywek lokalnych.
W 1971 jako Energhia Tyraspol zajął 7.miejsce w drugiej grupie mistrzostw Mołdawskiej SRR. W następnym sezonie 1972 zmienił nazwę na Avtomobilist Tyraspol i znów był siódmym w drugiej grupie. Sezon 1973 zakończył na 8.pozycji. W latach 1974–1975 miasto reprezentował zespół m.Tyraspol. Dopiero w 1978 klub został reaktywowany jako Start Tyraspol. Zespół startował w rozgrywkach Wtoroj Ligi, gdzie zajął ostatnie 23.miejsce w 2 grupie. W następnym sezonie 1979 przywrócił nazwę Avtomobilist Tyraspol. Klub zajmował następujące miejsca: 22 w 2 grupie (1979), 3 w 8 grupie (1980), 3 w 8 grupie (1981), 5 w 5 grupie (1982), 4 w 5 grupie (1983), 9 w 5 grupie (1984), 9 w 5 grupie (1985). W 1986 przyjął nazwę Textilșcic Tyraspol i potem zajmował następujące miejsca: 2 w 5 grupie (1986), 8 w 5 grupie (1987), 3 w 5 grupie (1988). W 1989 zespół najpierw zwyciężył w 5 grupie, a potem w finale B znów był pierwszym i zdobył awans do Pierwoj Ligi. W 1990 jako Tiras Tyraspol startował w Pierwoj Lidze, zajmując środkowe 13.miejsce. W następnym 1991 klub zmienił nazwę na Tiligul Tyraspol i zakończył sezon na drugim miejscu, zdobywając awans do Wyższej Ligi. Jednak rozpad ZSRR nie pozwolił klubowi debiutować na najwyższym szczeblu rozgrywek piłkarskich.
Po uzyskaniu niepodległości przez Mołdawię i organizowaniu własnych mistrzostw klub startował w 1992 w rozgrywkach pierwszej edycji Divizia Națională – sezonie 1992 (wygrała fazę zasadniczą, ale nie zdobyła mistrzostwa Mołdawii na skutek odmowy gry w meczu barażowym o tytuł przeciwko Zimbru Kiszyniów z powodu wojny w Naddniestrzu). W następnym sezonie 1992/93 klub znów był drugim. Zespół zdobywał wicemistrzostwo kraju w kolejnych 3 sezonach, w sezonie 1996/97 był trzecim, w 1997/98 znów drugim. Największe sukcesy to trzykrotne z rzędu wywalczenie krajowego pucharu w latach 1993-1995. W sezonie 1998/99 klub zajął ponownie trzecie miejsce, w 1999/00 był na 5.pozycji, w 2000/01 na trzecim. Sezon 2001/02 zakończył na 7.lokacie, po czym został zdegradowany do Divizia A. Po zdobyciu mistrzostwa Divizia A klub w 2003 wrócił do Divizia Națională. Był szóstym w sezonach 2003/04 i 2004/05. W 2004 klub zmienił nazwę na Tiligul-Tiras Tyraspol. W sezonie 2005/06 zajął 4.miejsce, w 2006/07 ósme miejsce, w 2007/08 siódme. Sezon 2008/09 zakończył na 10.lokacie, a 6 czerwca 2009 został zlikwidowany z powodu braku środków finansowych na działalność.
Miesiąc później, po wycofaniu się zespołu z mistrzostw, jego nazwę postanowiło utrzymać kierownictwo innego mołdawskiego klubu – Olimpia Bielce. Przywódcy Olimpii zasugerowali byłemu przywództwu Tiligul-Tiras wydzierżawienie bazy Tiligula klubowi z Bielc w zamian za to, że menadżerowie Olimpii zapłacą 20% długów Tiligul-Tiras i zmienią nazwę swojego drugiego zespołu występującego w Divizia A na Olimpia-2-Tiligul, która będzie występować na stadionie Tiligul-Tiras.

## Sukcesy

### Trofea międzynarodowe
| \| \| Zdobyte trofea w rozgrywkach międzynarodowych (stan na: 31-05-2017) \| |                                                                     |      |                           |
| Rozgrywki                                                                    | Osiągnięcie                                                         | Razy | Sezon(y)                  |
| · Liga Mistrzów · (Puchar Europy)                                            | zdobywca                                                            | 0    |                           |
| · Liga Mistrzów · (Puchar Europy)                                            | finalista                                                           | 0    |                           |
| · Liga Europy · (Puchar UEFA)                                                | zdobywca                                                            | 0    |                           |
| · Liga Europy · (Puchar UEFA)                                                | finalista                                                           | 0    |                           |
| · Liga Europy · (Puchar UEFA)                                                | 1 runda (1/32 f.)                                                   | 3    | 1996/97, 1997/98, 1998/99 |
| · Puchar Zdobywców                                                           | zdobywca                                                            | 0    |                           |
| · Puchar Zdobywców                                                           | finalista                                                           | 0    |                           |
| · Puchar Zdobywców                                                           | 1 runda (1/16 f.)                                                   | 2    | 1994/95, 1995/96          |
| FIFA                                                                         | Zdobyte trofea w rozgrywkach międzynarodowych (stan na: 31-05-2017) |      |                           |

### Trofea krajowe
Mołdawia
| \| \| Zdobyte trofea w rozgrywkach Mołdawii (stan na: 31-05-2017) \| |                                                             |      |                                                   |
| Rozgrywki                                                            | Osiągnięcie                                                 | Razy | Sezon(y)                                          |
| Mistrzostwo                                                          | I miejsce                                                   | 0    |                                                   |
| Mistrzostwo                                                          | II miejsce                                                  | 6    | 1992, 1992/93, 1993/94, 1994/95, 1995/96, 1997/98 |
| Mistrzostwo                                                          | III miejsce                                                 | 3    | 1996/97, 1998/99, 2000/01                         |
| Puchar                                                               | zdobywca                                                    | 3    | 1992/93, 1993/94, 1994/95                         |
| Puchar                                                               | finalista                                                   | 2    | 1992, 1995/96                                     |
| II liga                                                              | I miejsce                                                   | 1    | 2002/03                                           |
| II liga                                                              | II miejsce                                                  | 0    |                                                   |
| II liga                                                              | III miejsce                                                 | 0    |                                                   |
| Mołdawia                                                             | Zdobyte trofea w rozgrywkach Mołdawii (stan na: 31-05-2017) |      |                                                   |

ZSRR
| \| \| Zdobyte trofea w rozgrywkach Związku Radzieckiego (stan na: 31-12-1992) \| |                                                                         |      |          |
| Rozgrywki                                                                        | Osiągnięcie                                                             | Razy | Sezon(y) |
| Mistrzostwo                                                                      | I miejsce                                                               | 0    |          |
| Mistrzostwo                                                                      | II miejsce                                                              | 0    |          |
| Mistrzostwo                                                                      | III miejsce                                                             | 0    |          |
| Puchar                                                                           | zdobywca                                                                | 0    |          |
| Puchar                                                                           | finalista                                                               | 0    |          |
| Puchar                                                                           | 1/16 finału                                                             | 1    | 1991/92  |
| II liga                                                                          | I miejsce                                                               | 0    |          |
| II liga                                                                          | II miejsce                                                              | 1    | 1991     |
| II liga                                                                          | III miejsce                                                             | 0    |          |
|                                                                                  | Zdobyte trofea w rozgrywkach Związku Radzieckiego (stan na: 31-12-1992) |      |          |

- Wtoraja Liga:
  - mistrz (1x): 1989 (finał B)
  - wicemistrz (1x): 1986 (5 grupa)
  - 3.miejsce (3x): 1980 (8 grupa), 1981 (8 grupa), 1988 (5 grupa)
- Mistrzostwa Mołdawskiej SRR:
  - mistrz (4x): 1956, 1965, 1987, 1989
  - wicemistrz (2x): 1949, 1985
  - 3.miejsce (4x): 1966, 1967, 1986, 1988
- Puchar Mołdawskiej SRR:
  - zdobywca (1x): 1985
  - finalista (4x): 1957, 1967, 1984, 1986

## Europejskie puchary
Legenda do wszystkich tabel:
- Q – runda eliminacyjna, 1/16, 1/8, 1/4, 1/2 – odpowiednia faza rozgrywek, Grupa – runda grupowa, 1r gr – pierwsza runda grupowa, 2r gr – druga runda grupowa, F – finał, R – runda, PO – play-off
- k. – rzuty karne, los. – losowanie, Dogr. – dogrywka, w. – zasada bramek strzelonych na wyjeździe

| Sezon   | Rozgrywki                 | Runda | Klub                 | Dom | Wyjazd | Ogólnie    |
| ------- | ------------------------- | ----- | -------------------- | --- | ------ | ---------- |
| 1994/95 | Puchar Zdobywców Pucharów | Q     | Omonia Nikozja       | 0–1 | 1–3    | 1–4        |
| 1995/96 | Puchar Zdobywców Pucharów | Q     | FC Sion              | 0–0 | 2–3    | 2–3        |
| 1996/97 | Puchar UEFA               | 1Q    | Dynama Mińsk         | 1–1 | 1–3    | 2–4        |
| 1997/98 | Puchar UEFA               | 1Q    | Neuchâtel Xamax      | 1–3 | 0–7    | 1–10       |
| 1998/99 | Puchar UEFA               | 1Q    | RSC Anderlecht       | 0–1 | 0–5    | 0–6        |
| 1999    | Puchar Intertoto          | 1R    | Polonia Warszawa     | 0–0 | 0–4    | 0–4        |
| 2001    | Puchar Intertoto          | 1R    | Cliftonville         | 1–0 | 3–1    | 4–1, Dogr. |
| 2001    | Puchar Intertoto          | 2R    | Lombard FC Tatabánya | 1–1 | 0–4    | 1–5        |
| 2005    | Puchar Intertoto          | 1R    | Pogoń Szczecin       | 0–3 | 2–6    | 2–9        |

## Stadion
Klub rozgrywał swoje mecze domowe na Stadionie Miejskim w Tyraspolu, który mógł pomieścić 3525 widzów. Na początku XXI wieku przeniósł się na Stadion Tiligul w miejscowości Tîrnauca, gdzie były dwa boiska z trawą i jedno z nawierzchnią syntetyczną.

## Trenerzy
...
- 1963:  Władimir Suchostawski
- 1964:  Gieorgij Sudakow

...
- 1969:  Nicolae Esin

...
- 1978:  Walentin Fołomiejew
- 1979–1984:  Wałentyn Wojczenko
- 1985–05.1986:  Vladimir Gosperschi
- 06.1986–1986:  Eugeniu Șincarenco
- 1987–1990:  Ivan Daniliants
- 1991:  Vladimir Veber
- 1992–07.1992:  Petro Kutuzow
- 1993–0?.1993:  Eugeniu Șincarenco
- 0?.1993–??.1993:  Alexandru Verevchin
- ??.1993–??.1993:  Serghei Dubrovin
- ??.1993–06.1994:  Wiktor Zubkow
- 07.1994–10.1994:  Juchym Szkolnykow
- 11.1994–0?.1995:  Alexandru Mațiura
- 0?.1995–0?.1995:  Wiktor Matwijenko
- 0?.1995–0?.1996:  Ołeksandr Sztelin
- 0?.1996–??.1996:  Anatolij Bajdaczny
- 1997–??.1998:  Alexandru Spiridon
- ??.1998–??.1998:  Serghei Dubrovin
- ??.1998–??.1998:  Vladimir Cosse
- ??.1998–??.1998:  Serghei Dubrovin
- 1999–??.2000:  Alexandru Spiridon
- ??.2000–2001:  Ołeksandr Hołokołosow
- ??.200?–??.200?:  Ghenadie Tiumin
- ??.2002–??.2002:  Vladimir Vusatîi
- 2003–??.2005:  Eugeniu Șincarenco
- ??.2005–??.2006:  Igor Dobrowolski
- ??.2006–??.2006:  Alexandru Verevchin
- ??.2006–2007:  Octavio Zambrano
- 2008–2009:  Valeriu Vasiliev